# Stazione di Selargius Camelie
La stazione di Selargius Camelie (anche conosciuta con il nome di Camelie) è una fermata tranviaria della linea 2 della rete tranviaria di Cagliari (Metrocagliari).

## Storia
La stazione venne inaugurata il 21 aprile 2018 in occasione del decimo anniversario dell'apertura della tranvia  (17 marzo 2008, ma in questa circostanza il decennale è stato celebrato 35 giorni dopo) come unica fermata intermedia della linea 2, tra quelle di San Gottardo (Monserrato) e Settimo San Pietro.
È posta a servizio del quartiere di San Lussorio, situato a nordovest del comune di Selargius e confinante con Monserrato, vicino al ponte sulla SS 554.

## Struttura dell'impianto
La fermata è costituita da un solo binario e una banchina con pensilina coperta, dotata di tabellone elettronico. Possiede un ampio parcheggio scambiatore, ed è anche accessibile alle persone diversamente abili per la presenza di una rampa.

## Movimento
È servita dai tram della linea 2 in direzione San Gottardo o Settimo San Pietro: in alcuni orari le corse sono prolungate fino al Policlinico.